# St. Nikolaus (Monnickendam)

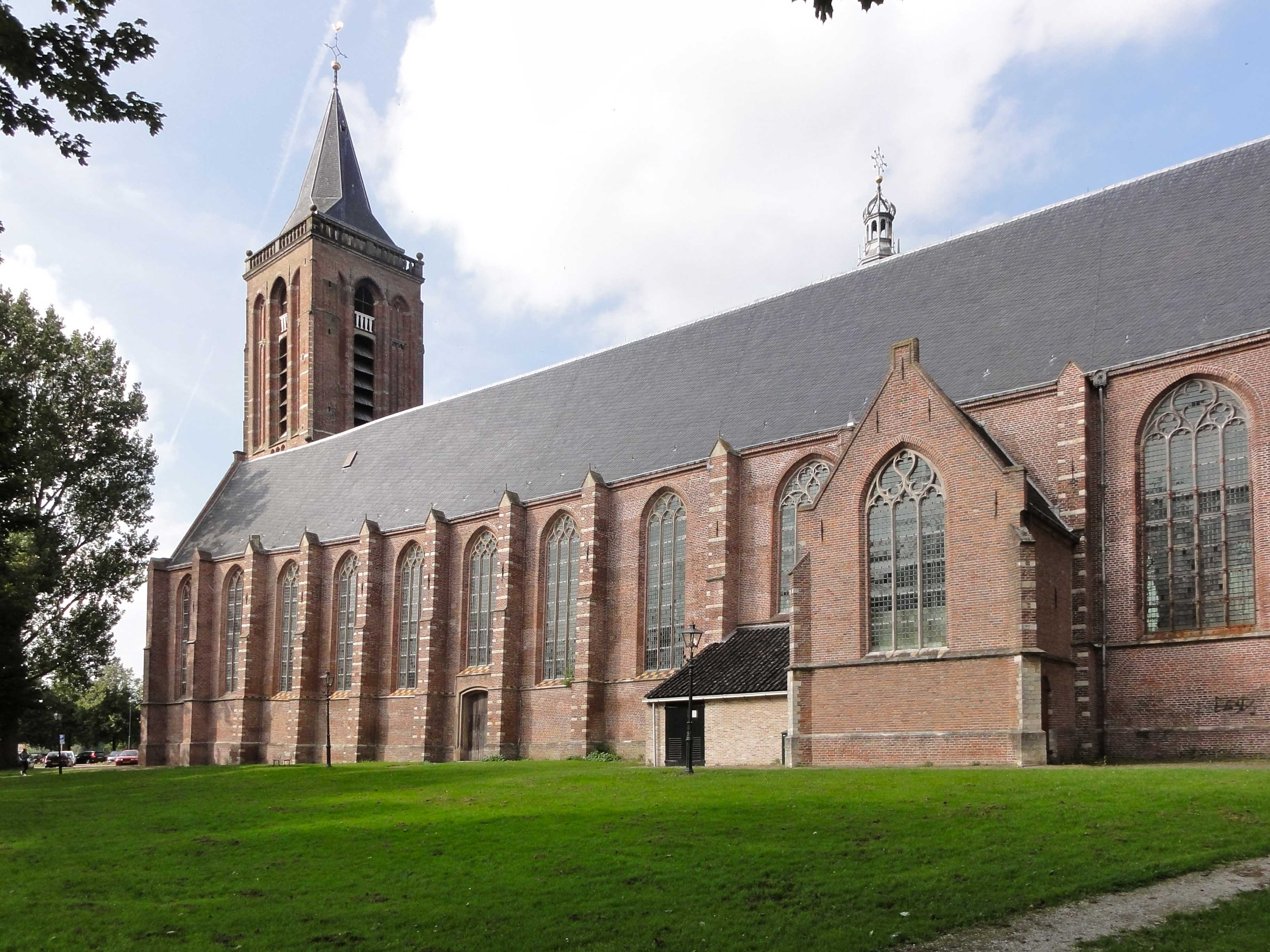
Nikolauskirche Monnickendam

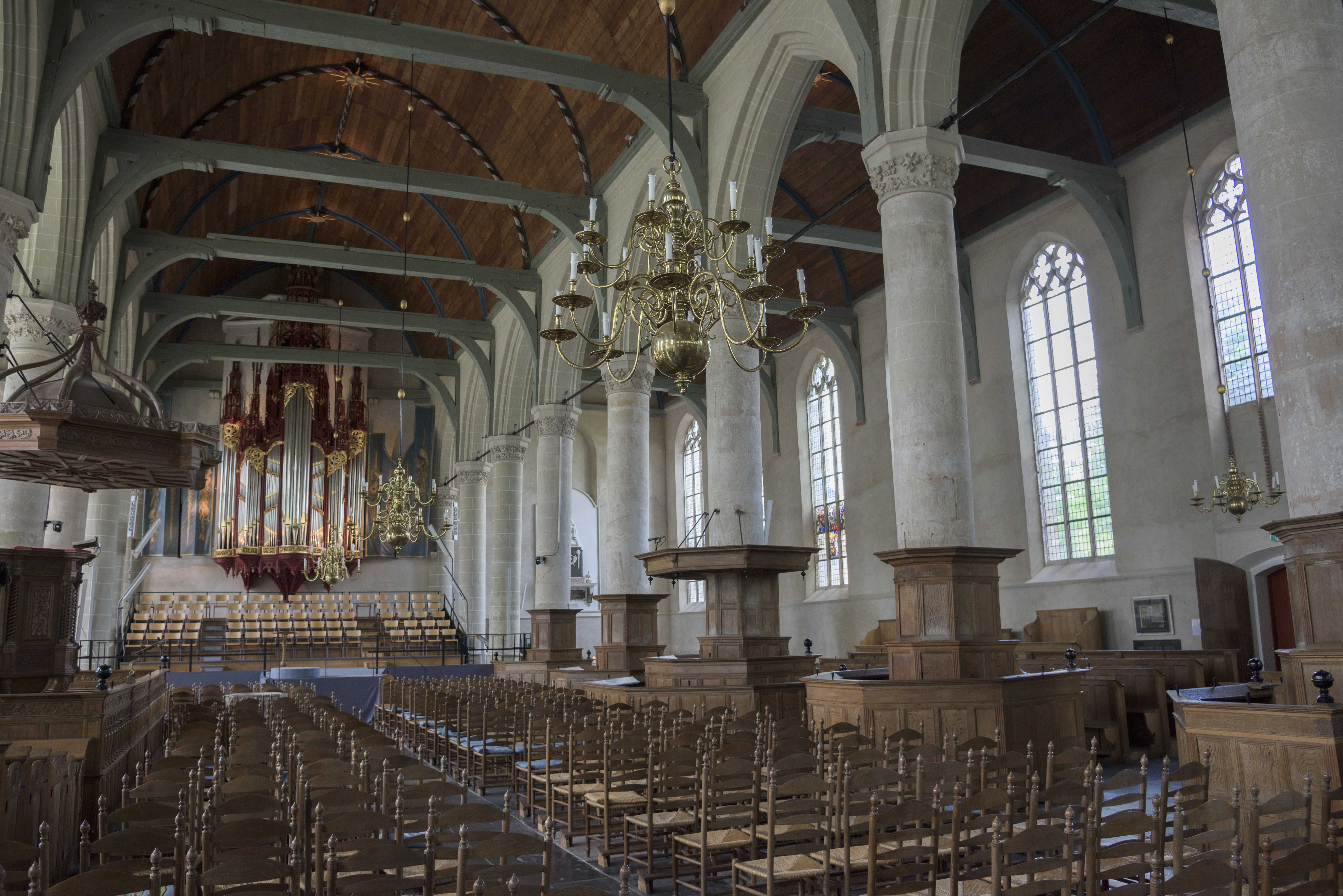
Innenansicht nach Westen

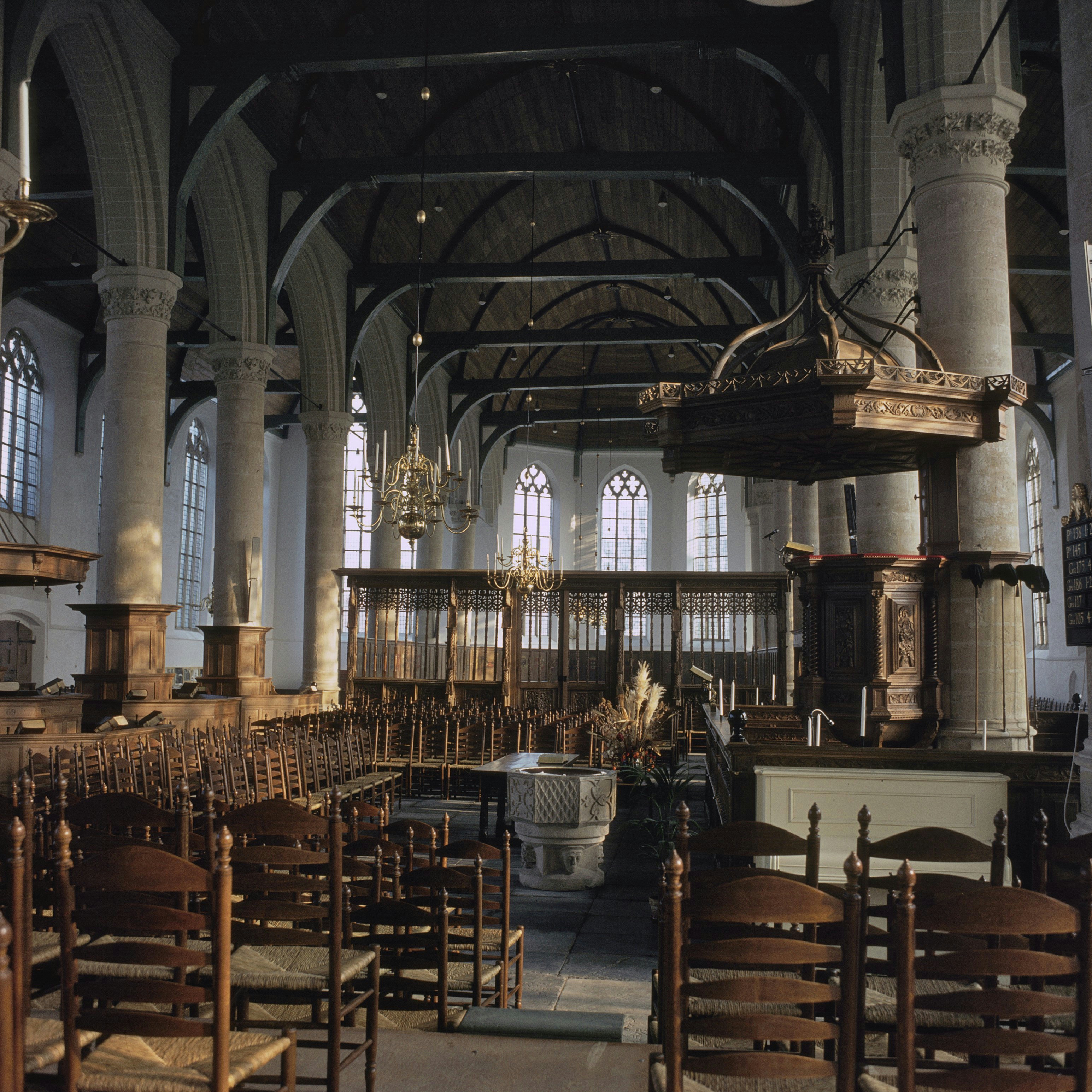
Innenansicht nach Osten

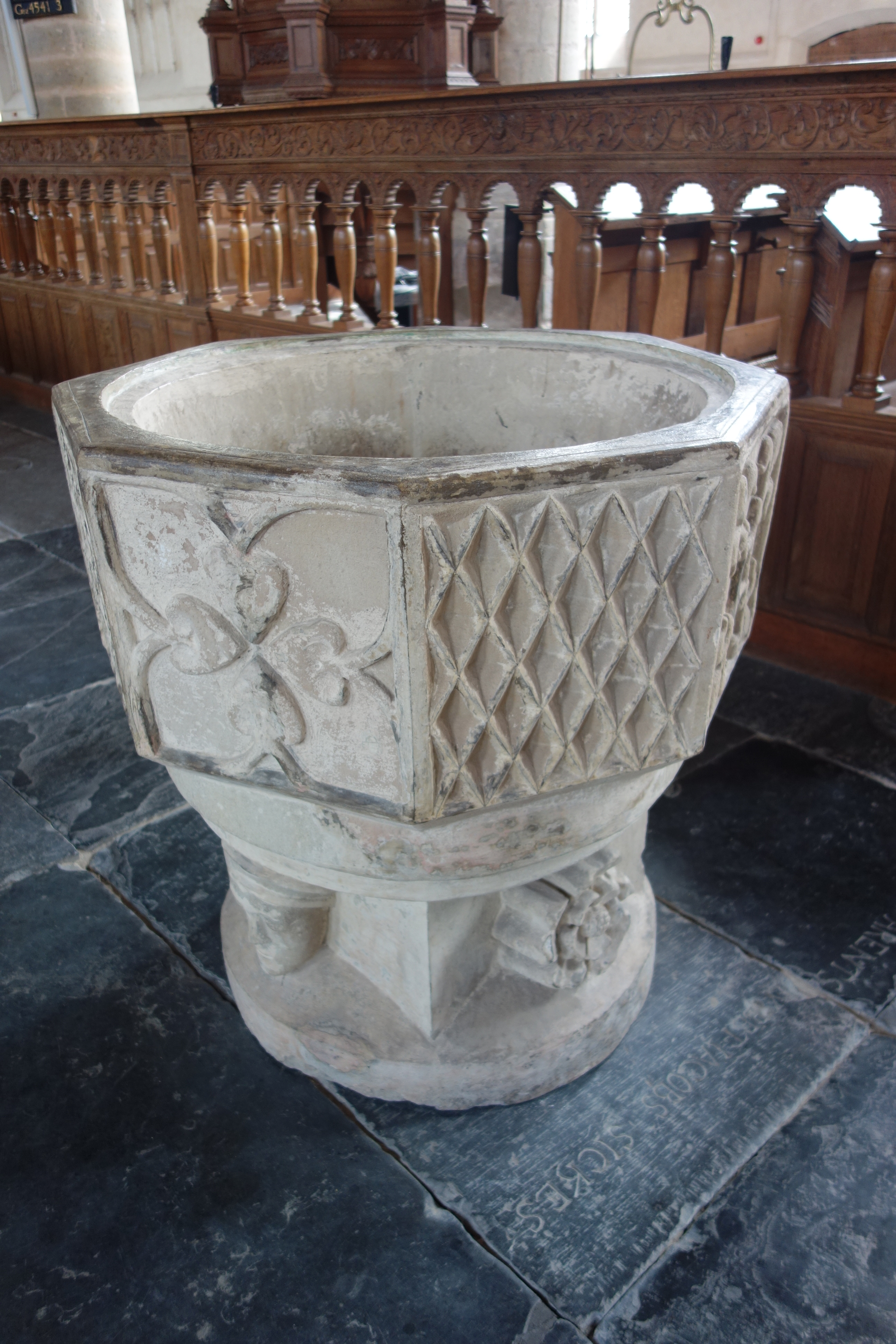
Taufstein

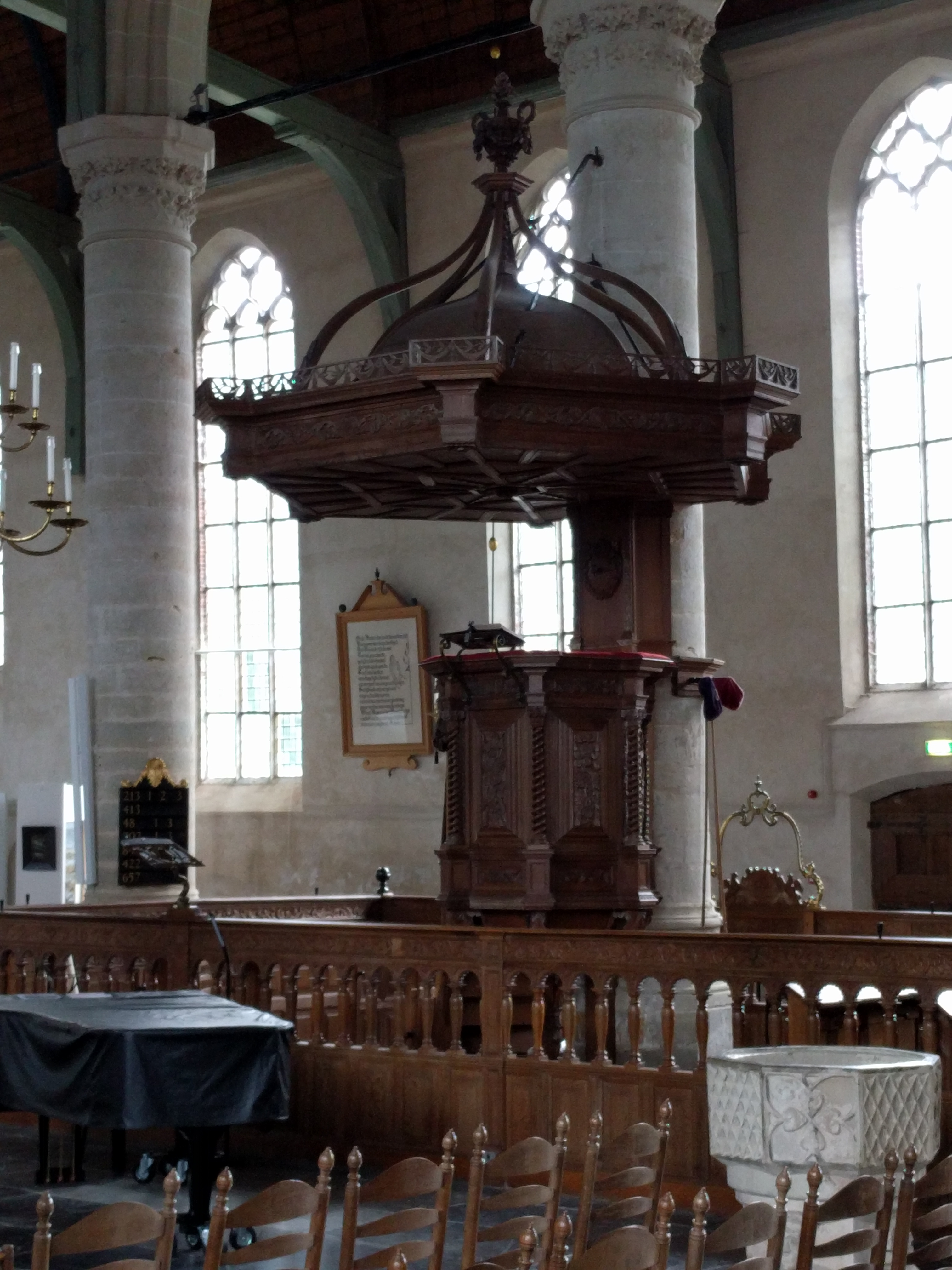
Kanzel

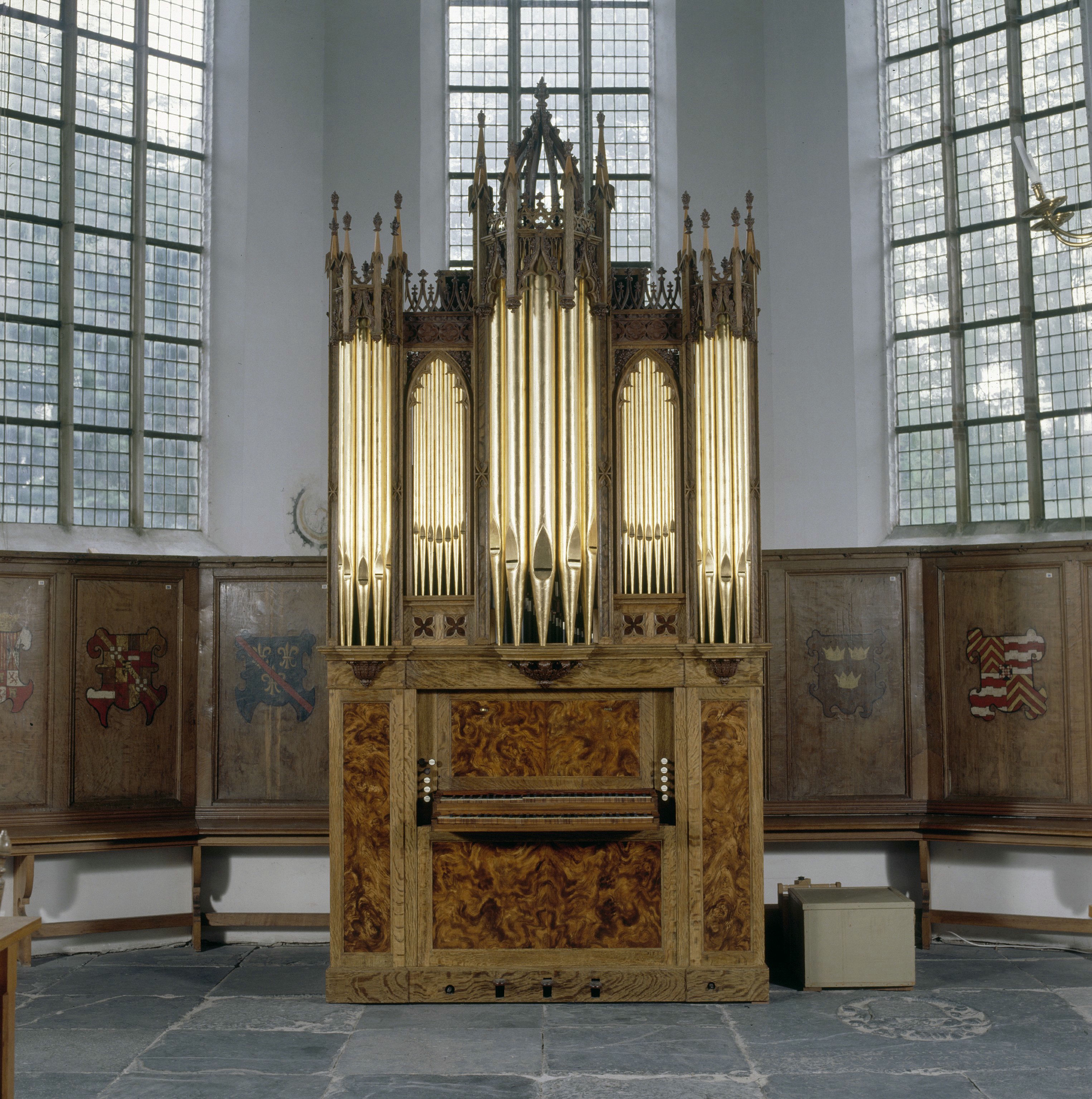
Chororgel

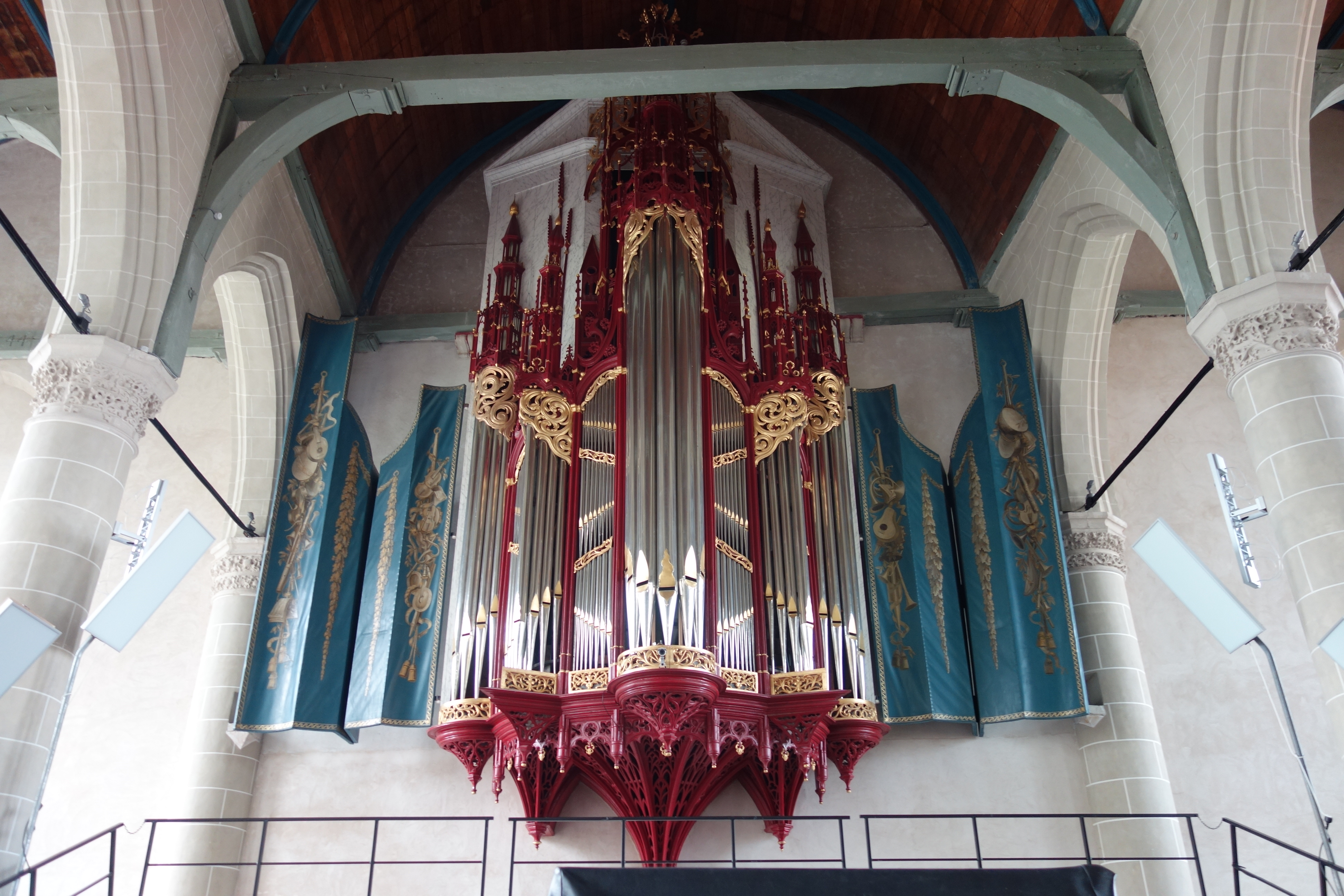
Hauptorgel

Die Nikolauskirche (niederländisch Grote of Sint-Nicolaaskerk – „Große oder Sankt-Nikolaus-Kirche“) ist die Hauptkirche der niederländischen Stadt Monnickendam. Das gotische Bauwerk steht am Zarken, am Rande des alten Stadtkerns und gehört zu einer evangelisch-reformierten Kirchengemeinde innerhalb der Protestantischen Kirche in den Niederlanden.

## Geschichte
Der Bau der Kirche begann nach 1400. Der Chor wurde 1450 fertiggestellt, der Turm wurde zwischen 1510 und 1550 gebaut. Seit 1572 ist die Kirche evangelisch. Nach diesem Jahr wurde die Taufkapelle entfernt. Im Jahr 1644 wurden die letzten Joche des Kirchenschiffs fertiggestellt, um diese Zeit wurde auch der Turmhelm erneuert. Die Kirche ist eine dreischiffige Hallenkirche mit Tonnengewölbe aus Holz.
Die Sakristei, das Gebäude zwischen den beiden Eingangshallen, der Dachkranz und das Fenstermaßwerk wurden bei der Restaurierung von 1959–1969 rekonstruiert. Die Kirche mit Teilen des Innenraums wurde am 21. November 1967 zum geschützten Kulturdenkmal erklärt.

## Turm
Der Turm wurde zwischen 1510 und 1550 erbaut. Im Turm befinden sich Nischen, in denen Heiligenfiguren aufgestellt werden sollten. Diese Nischen wurden nie dazu verwendet, weil die Reformation stattfand, bevor die Statuen aufgestellt werden konnten.
Im Turm befindet sich ein Glockenstuhl mit einer Uhr von Everhardus Splinter. Die Glocke wurde im Jahr 1641 gegossen und hat einen Durchmesser von 171,2 cm. Oben wird der Turm durch einen achteckigen Turmhelm bekrönt. Der Dachreiter ist nicht original, der ursprüngliche Dachreiter wurde 1870 wegen Baufälligkeit entfernt.

## Inneres

### Ausstattung
In der Kirche befindet sich ein originales gotisches Taufbecken, das aus der Zeit vor der Reformation stammt. Es ist aus Bentheimer Sandstein gefertigt. Wie alt es ist, ist nicht klar, da keine Dokumente aus dieser Zeit überliefert sind. Ein Teil seiner Geschichte ist jedoch bekannt: der Taufstein wurde zur Herstellung von Kalkmörtel und zur Aufbewahrung von Kohle verwendet. Kurz nach der Gründung des Rijksmuseums in Amsterdam signalisierte dieses Museum seine Bereitschaft, den Taufstein von der Kirche zu kaufen. Eine Schenkung wurde ebenfalls erwogen. Im Jahr 1890 unternahm das Museum einen weiteren erfolglosen Versuch, den Taufstein zu erhalten.
In der Nähe des Taufbeckens steht das Herrschaftsgestühl, das teilweise nummeriert ist. Drei Bänke sind um die Pfeiler der Kirche herum gebaut, die Bank mit dem Baldachin ist die ehemalige Bürgermeisterbank. Eine vierte Bank (genannt Oliebollenkraam) steht einzeln und hat einen Baldachin auf Säulen. Im Jahr 1795 wurden die Bänke für 4 Gulden pro Jahr an die Bürger vermietet. Nicht der Kirchenvorstand, sondern die Gemeinderäte und der Bürgermeister selbst haben entschieden, dass sie keinen separaten Platz mehr in der Kirche haben wollen.
Die Kanzel stammt aus dem Jahr 1695 und befand sich ursprünglich in der Marktkirche in Winschoten. An der Südwand hängt eine Grabplatte für Petronella Sara Geertruda Lewe aus Middelstum.
Im Jahr 2013 wurde eine Küche in die Kirche eingebaut, um das Gebäude vielseitig nutzbar zu machen.

### Orgeln
Die Hauptorgel mit heute 36 Registern auf zwei Manualen und Pedal wurde zwischen 1778 und 1780 von Johann Michael Gerstenhauer unter Verwendung des Pfeifenwerks der Vorgängerorgel von 1530 von Jan van Covelen (auch: Johannes von Koblenz) erbaut. Bis zur letzten Restaurierung im Jahr 2010 durch die Firma Orgelbau Reil wurde die Orgel mehrfach überarbeitet und in der Disposition geändert. Die Orgel ist rot gefasst, während die Gehäusetüren blau sind. Der Spieltisch dieser Orgel befindet sich im Turm. Für den Organisten sind eine Kamera und Mikrofone installiert, so dass er das Geschehen im Kirchenschiff über einen Bildschirm und eine Tonanlage hören und sehen kann. Durch die Schnitzereien kann der Organist auch in das Schwalbennest sehen.
Im Chor steht eine neugotische Chororgel von James Bruce aus dem Jahr 1834 mit 11 Registern auf zwei Manualen und Pedal, die ursprünglich aus Schottland stammt. Die Truhenorgel mit vier Registern wurde 1976 von Sebastian Blank erbaut und stammt aus der Martinikirche in Groningen.
Die Disposition der Hauptorgel lautet:
| I Hoofdwerk C–d3  |                |                            |
| Prestant          | 16′            |                            |
| Prestant          | 8′             |                            |
| Roerfluit         | 8′             | 1780/1974                  |
| Viola di Gamba    | 8′             |                            |
| Quint D           | 5 1⁄3′         | 1530                       |
| Octaaf            | 4′             | 1780, mit Pfeifen von 1530 |
| Quint             | 2 ⁄3′          |                            |
| Octaaf            | 2′             | 1780/1530                  |
| Terts B/D         | 1 3⁄5′         | 1530                       |
| Sifflet           | 1′             |                            |
| Fournituur II D   | 8′ + 4′        | 1530/1790                  |
| Quintina II B     | 2 ⁄3′ + 1 ⁄3′  | 1530                       |
| Sesquialtera II D | 2 ⁄3′ + 1 3⁄5′ | 1530                       |
| Cornet IV D       | (4′)           | 1780/1859                  |
| Mixtuur IV-V B/D  | (2′)           | 1530                       |
| Trompet B/D       | 16′            | 1780                       |
| Trompet B/D       | 8′             | 1780                       |
| Tremulant         |                | 1974                       |

| II Bovenwerk C–d3 |                |           |
| Bourdon           | 16′            | 1530/1780 |
| Prestant          | 8′             |           |
| Holpijp           | 8′             |           |
| Quintadeen        | 8′             |           |
| Baarpijp          | 8′             |           |
| Fluit Travers     | 8′             | 1780      |
| Octaaf            | 4′             | 1780      |
| Roerfluit         | 4′             | 1640      |
| Salicionaal       | 4′             | 1974      |
| Octaaf            | 2′             | 1640      |
| Gemshoorn         | 2′             | 1780      |
| Woudfluit         | 2′             | 1974      |
| Flageolet         | 1′             | 1780      |
| Sesquialter II D  | 2 ⁄3′ + 1 3⁄5′ | 1640      |
| Vox humana        | 8′             | 1780      |
| Tremulant         |                | 1974      |

| Pedaal C–d1 |     |      |
| Subbas      | 16′ | 1780 |
| Octaaf      | 8′  | 1530 |
| Bazuin      | 16′ | 1780 |
| Trompet     | 8′  | 1780 |

- Koppeln: Hoofdwerk - Bovenwerk, Pedaal - Hoofdwerk.

### Chor
Der Chor stammt aus der zweiten Bauphase der Kirche und wurde um 1450 erbaut. Der Chor ist vom Rest der Kirche durch einen Lettner getrennt, der etwa aus der Bauzeit stammt. Die Chorschranken wurden ebenfalls um diese Zeit angefertigt, wurden aber mehrfach verändert. Die Hauptpfosten der Schranken wurden um 1530 gesetzt, das Drahtgeflecht und die Paneele wurden in den Jahren 1562 oder 1563 hergestellt. Der Altar wurde 1572 entfernt, aber der Lettner blieb erhalten. Von diesem Jahr an erhielt der Chor eine eher weltliche Funktion, als Empfangsraum für den Stadtrat von Monnickendam. Ab 1620 wurden die Bürgermeister von Monnickendam im Chor gewählt und die Versammlungen fanden dort statt. Die Kirche wurde auch weiter als Begräbnisstätte genutzt. Die beiden großen Türen im Portal wurden 1786 eingebaut. Diese haben verschiedene Dekorationen, mit einem Kandelaber in jeder Tür mit einem Delphin an jeder Seite.

### Begräbnisstätten
Am 30. Dezember 1830 fand die letzte Beerdigung in der Kirche statt, bis zu diesem Zeitpunkt wurde die Kirche als allgemeine Begräbnisstätte genutzt. Nur die Stelle des Taufbeckens wurde nicht zum Begraben von Menschen genutzt. Wegen der Setzung nach einer Beerdigung sank der Boden immer wieder ein, so dass die Bodenplatten mehrmals mit neuem Sand angehoben wurden. Beerdigungen konnten auch an Sonntagen stattfinden. Anfangs fanden Bestattungen den ganzen Tag über statt, später erfolgte dies nur noch nach dem Gottesdienst, und schließlich wurde es verboten, an Sonntagen zu bestatten.
Mehrere bekannte Monnickendamer sind in der Kirche begraben, darunter eine Reihe von Marineoffizieren, wie Admiral Cornelis Dirkszoon, Vizeadmiral Hermanus Reijntjes und Kapitän Jan Mauw (gefallen in der Seeschlacht in der Solebay).
An der Westwand hängt auch ein Marmorepitaph aus dem Jahr 1807 für Jan Nieuwenhuyzen, den baptistischen Pfarrer, der als Gründer der Gesellschaft für öffentliche Wohlfahrt bekannt wurde.